# Fonderies de Vaucouleurs

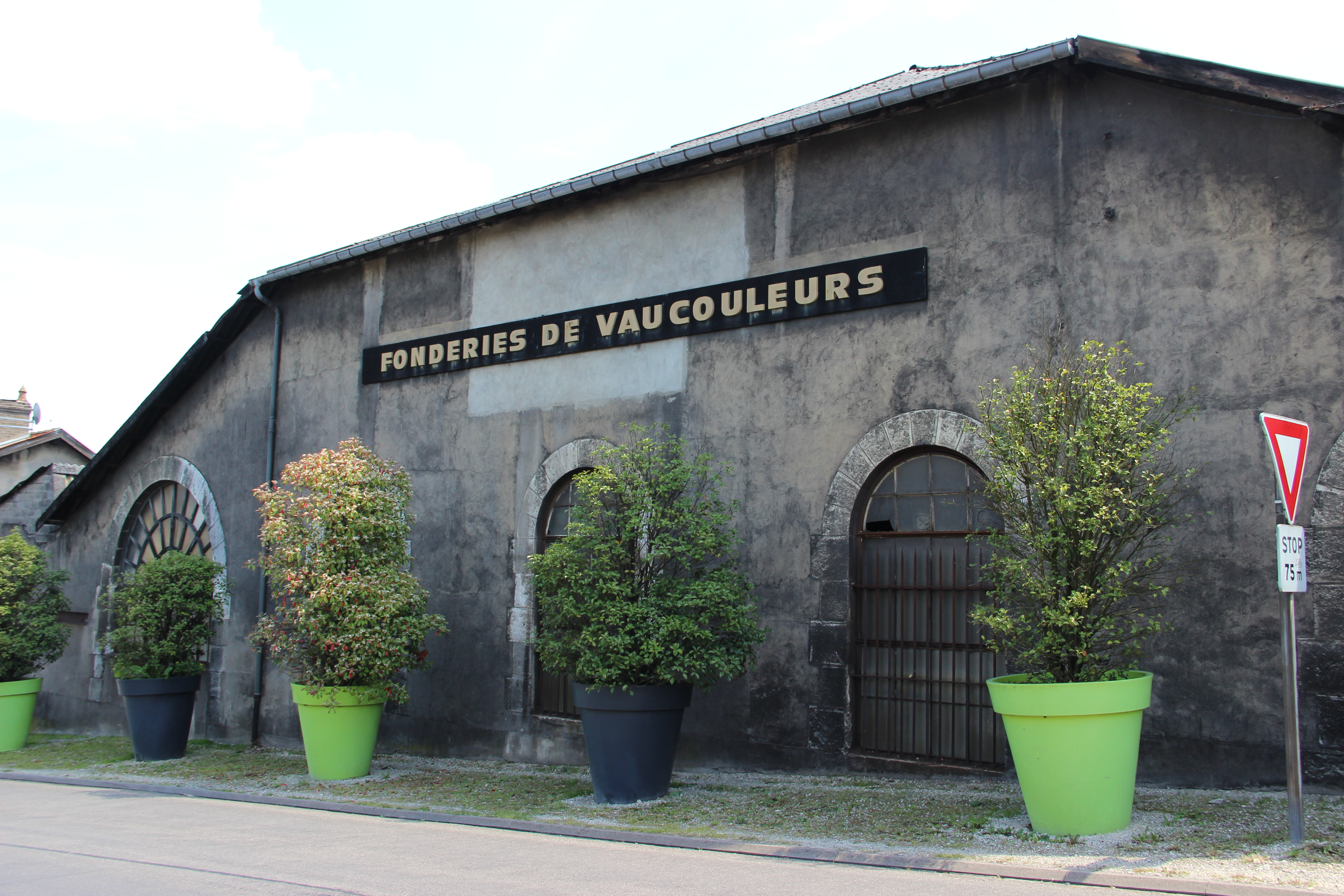
Fabrikhalle

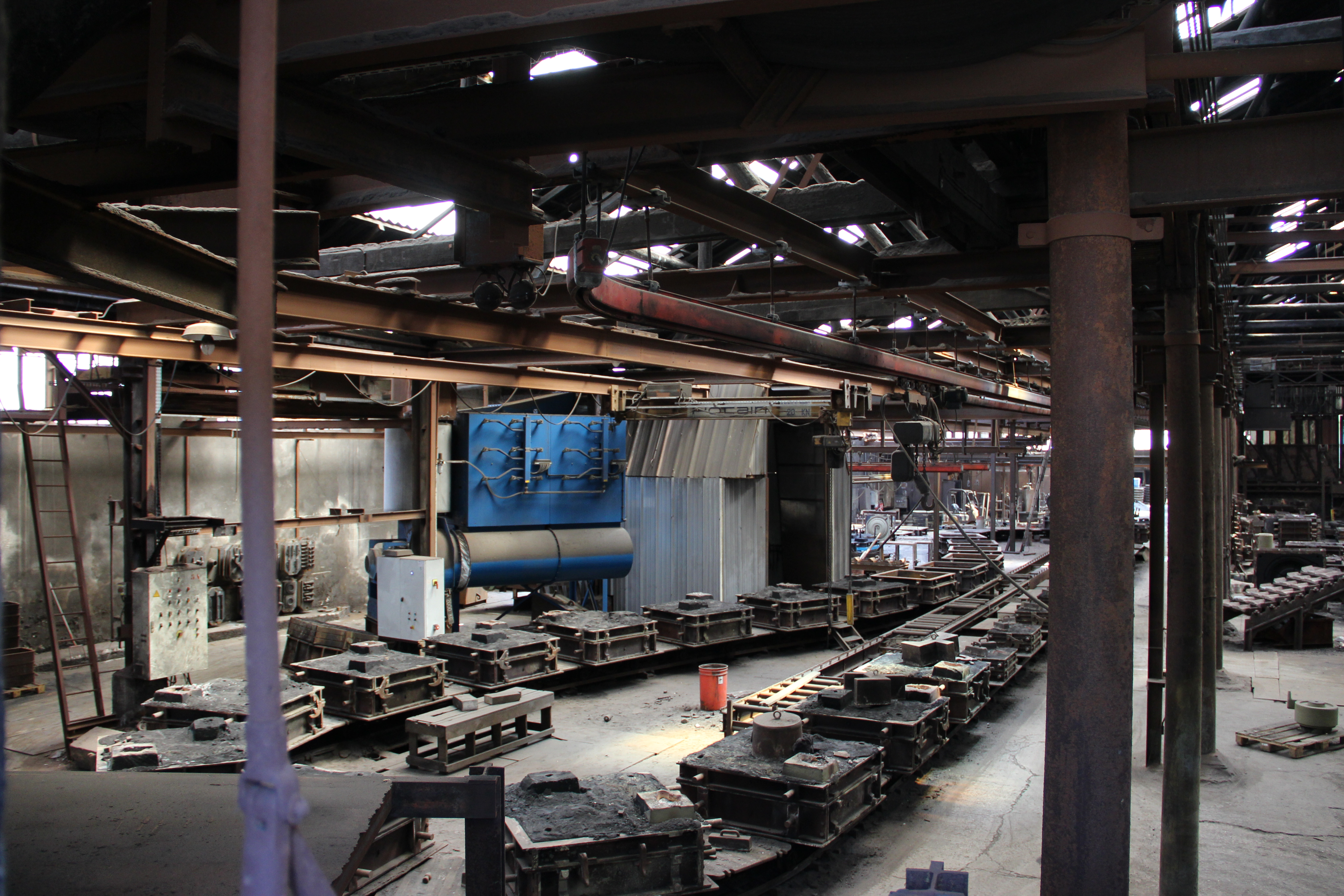
Innenansicht

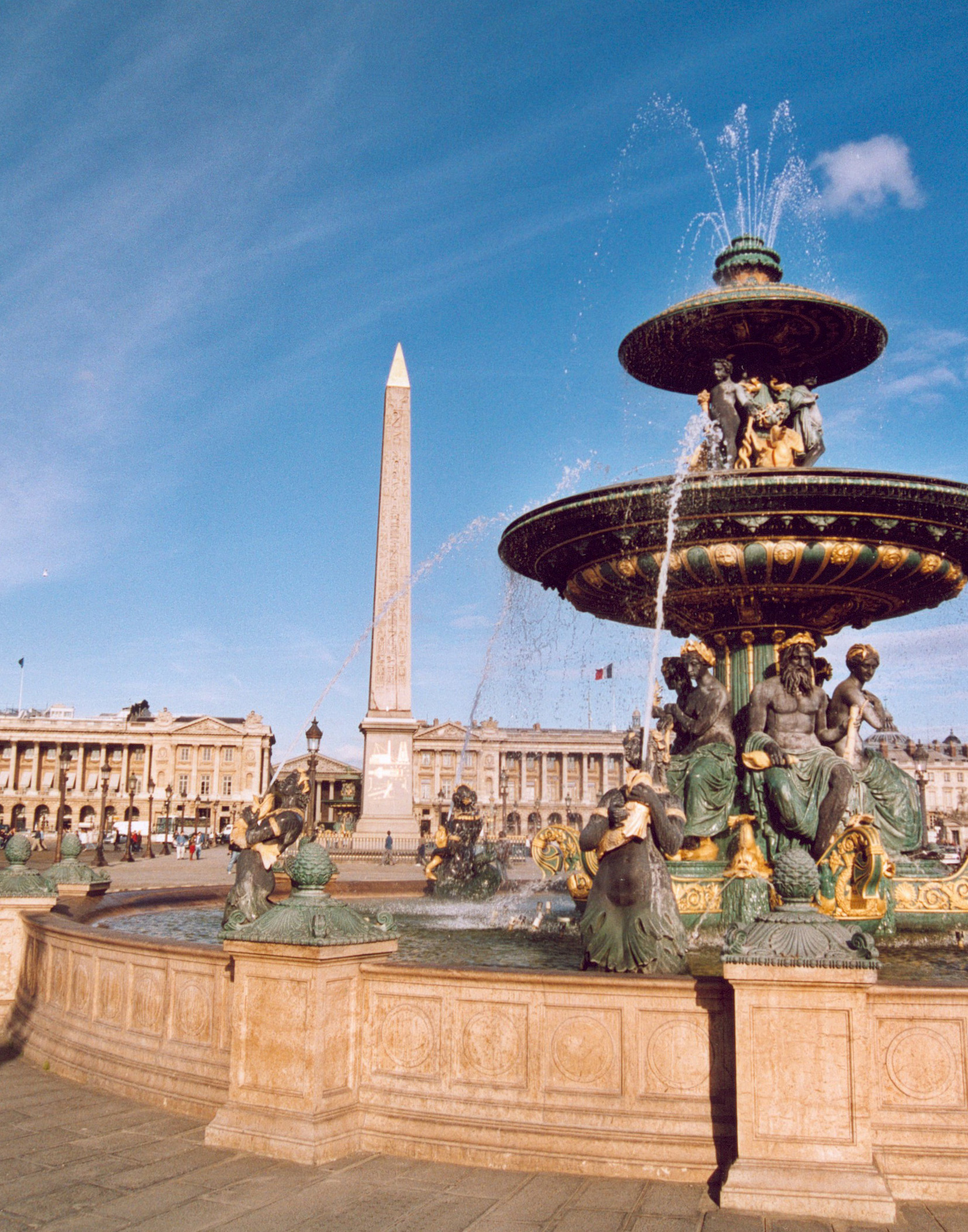
Brunnen auf der Place de la Concorde in Paris

Die Fonderies de Vaucouleurs sind ein Gusseisenwerk in Vaucouleurs, einer französischen Stadt im Département Meuse der Region Grand Est. Die Fonderies de Vaucouleurs sind ein konzernunabhängiges Unternehmen.

## Geschichte
Das Unternehmen entstand am 1. Oktober 1949 durch den Zusammenschluss der Gusseisenwerke Fonderies de Tusey (Hersteller des Brunnens auf der Place de la Concorde in Paris), gegründet 1832 von Pierre Adolphe Muel und spezialisiert auf den Guss von Kunstwerken, und Fonderies et Ateliers de la Meuse, die ebenfalls im 19. Jahrhundert gegründet wurden. 